# ふみの日
ふみの日とは、日本の郵政省が1979年に制定した毎月23日の記念日である。主旨は「手紙の楽しさ、手紙を受け取るうれしさを通じて文字文化を継承する一助となるように」というもので、郵便物の利用促進を目的としている。

## 概要
1975年度から毎月23日を“ふみの日”として、各地方別に手紙を書く運動を展開していたが、1979年から国民的運動にするために、全国的な規模でキャンペーンを展開するようになった。なお、23日は「ふみ」の語呂合わせにちなんだものである。
日本では旧暦7月のことを文月という別称でよんでいたことから、特に7月23日は「文月ふみの日」としてキャンペーンを展開している。

## ふみの日切手
毎年7月23日には、キャンペーンの一環として「ふみの日」切手が発行されている。当初はキャンペーンであるため、在庫がある限り普通切手よりも優先して発売されていた。またデザインも公募が行われたり、人気デザイナーの永田萠や村上勉を起用したものがある。21世紀に入ったころから、変形切手で構成された切手や、シール式の切手などが発売されている。

## 音楽
- 1980年6月、岩崎宏美が「郵政省ふみの日の歌」として「寂しくないですか」を発表している（アルバム『WISH』収録）。
- 1988年10月、松本典子が「郵政省『ふみの日』キャンペーンソング」として「雨と水曜日」を発表している。